# Bananenboorder
De bananenboorder (Opogona sacchari) is een vlinder uit de familie echte motten (Tineidae). De wetenschappelijke naam is voor het eerst geldig gepubliceerd in 1856 door Bojer.
De soort komt voor in Europa.